# ウィッチェ
ウィッチェ（Hwicce）は、グレートブリテン島東南西部にあった七王国時代の小国のひとつ。領域はウースターの司教区と隣接しており、現在のグロスタシャー、ウスターシャーに相当する領域に版図を有した。この国の名は"Hwicca"または"Wicca"とも綴られ、発音も"フウィス" "ホウィッケ" "ウィッケ"と読み方が特定できず不明瞭である（ここでは以下ウィッチェとする）。この固有名詞が基になったと思われる地名は数箇所存在し、オックスフォードシャーのウィッチウッド (Wychwood)、ウォリックシャーのウィッチフォード (Whichford) などがある。
エンヘレ (Eanhere) とエンフリッド (Eanfrid) 兄弟によって7世紀後半に建国されたが、その建国にはマーシア、恐らくは強力な王であったペンダの助力があった可能性がある。王とされる人物はいるものの、統治のうち幾度は兄弟による共同統治が行われた。
ウィッチェの王族の概要は複雑である。マーシアの影響力があるものの初代王エンヘレはノーサンブリア王の娘のオスリスを娶っている。そしてオスリックという息子が生まれるが、別の資料ではエンヘレの妻とされるオスリスはマーシア王エゼルバルドの妻とされ、このオスリックはマーシア王エゼルバルドの「近親者 (Nepotes)」となっている。考えられる推測として最初にエンヘレへ嫁いだオスリスは後にエゼルバルドの妻となったので、オスリックは継子という意味での「近親者」として扱われているのではないかという説明付けがなされている。
またベーダ・ヴェネラビリスによると2代王エンフリッドとその娘はキリスト教に改宗した人物であったという。自らローマ系キリスト教の修道士であり、ブリタンニア再伝道に力を入れたグレゴリウス1世の業績をベーダは熟知していたと思われるが、このウィッチェの伝道の模様に関しては何も語っていない。この事から恐らく、この改宗はむしろケルト系キリスト教の働きによるものと推測されている。ウィッチェが位置するグレートブリテン島西部はローマ帝国統治時代以来のローマ的な体制が東部より強く残存しており、ローマン･ブリトン人のキウィタス的な政治共同体が存続していた。これらの共同体は教会を中心にキリスト教的信仰を維持しており、オスリック王はグロスターにミンスタ教会を建立して300ハイドの領地を与えている。
ウィッチェは建国当初の7世紀末には独立国として君主は "rex Huiccorum" の王号を有したが急速にマーシアの影響を受け、最終的にマーシア王エゼルバルド、オファの時代には従属状態と変わらない形になっていった。8世紀には小王として "regulus propriae gentis Huicciorum" の号を名乗るに過ぎなくなり、同世紀末にはマーシア王国内の公（dux）となって部族国家としての実態を喪失した。